# This Christmas Day
This Christmas Day (на български: Този Коледен ден) е петият и първият коледен албум на британската певица Джеси Джей, издаден през октомври 2018 г. Включва в себе си 11 музикални изпълнения.

## Списък с песните
1. Santa Claus Is Comin' to Town – 3:07
2. Man with the Bag – 2:43
3. Rockin' Around the Christmas Tree – 2:19
4. Jingle Bell Rock – 2:39
5. Rudolph the Red-Nosed Reindeer/Jingle Bells – 4:21
6. Let It Snow – 2:05
7. Winter Wonderland (с Boyz II Men) – 2:43
8. The Christmas Song (с Бейбифейс) – 4:05
9. This Christmas Day – 3:45
10. White Christmas – 3:26
11. Silent Night – 3:48